# Kliplev Kirke
Kliplev kirke er en kirke i stationsbyen Kliplev i det østlige Sønderjylland.
Den blev opført i det 15. århundrede i gotisk stil, men er gradvist blevet ombygget i barok. 
- Orgel
- Alter
- Prædikestol
- Døbefont